# Yaya Banana
Yaya Banana (Maroua, 29 de julho de 1991) é um jogador profissional de futebol dos Camarões que joga no centro da defesa ou na lateral-direita. Ele joga para Platanias, clube grego na Superleague da Grécia.
 

## Carreira
Em junho de 2009, Yaya assinou com o tunisiano Espérance Top Club Sportive de Tunis, onde iniciou sua carreira de jogador profissional. 
Ele assinou por Sochaux do Espérance Tunis em 17 de janeiro de 2012.
 Yaya foi emprestado ao clube suíço Lausanne-Sport para a temporada 2013-14. 
 